# Pouzy-Mésangy
Pouzy-Mésangy è un comune francese di 431 abitanti situato nel dipartimento dell'Allier della regione dell'Alvernia-Rodano-Alpi.

## Società

### Evoluzione demografica
Abitanti censiti